# 円通寺 (鴻巣市)
円通寺（えんつうじ）は、埼玉県鴻巣市にある臨済宗円覚寺派の寺院。

## 歴史
1287年（弘安10年）、大友光吉の開基である。その後、1709年（宝永6年）寂の礼山碩知によって中興された。

### 観音堂と加藤清正の愛馬伝説
少し離れたところに「観音堂」がある。1646年（正保3年）寂の心清宗伝によって創建され、馬頭観音が安置されている。
この観音堂には、加藤清正の愛馬に関する伝説が残されている。内容は下記の通りである。
慶長年間（1596年 - 1615年）、加藤清正は上野国館林藩の藩主榊原康政の嫡男康勝に嫁いだ娘（本浄院）に会いに行ったところ、当地において愛馬が病に倒れた。清正は、もし愛馬が亡くなったら当地に葬り、そして皮を剥いではならないと厳命した。ところが、数人の村人は清正の命に反し皮を剥ごうとしたところ、愛馬は目を開いて光を放ち、雷鳴のような鳴き声を上げて、びっくりした村人は逃げ出してしまった。これ以降、当地では馬の皮を剥ぐことが禁じられたという。

## 文化財
- 円通寺の石塔（板碑と宝篋印塔）（鴻巣市指定有形文化財 平成7年3月23日指定）[2]
- 円通寺の三十三観音（鴻巣市指定有形文化財 平成7年3月23日指定）[2]
- 円通寺の観音堂（鴻巣市指定有形文化財 平成13年3月28日指定）[2]
- 円通寺観音堂木造馬頭観世音菩薩坐像（鴻巣市指定有形文化財 平成13年3月28日指定）[2]
- 円通寺観音堂木造神馬（鴻巣市指定有形文化財 平成13年3月28日指定）[2]
- 圓通寺観音堂宮殿（鴻巣市指定有形文化財 令和5年10月10日指定）[2]

## 交通アクセス
- 路線バス下屈巣停留所より徒歩5分。